# Edmund Blaurock
Edmund Blaurock (12 de octubre de 1899 - 25 de enero de 1966) fue un oficial alemán que sirvió durante la Segunda Guerra Mundial. Fue condecorado con la Cruz de Caballero de la Cruz de Hierro.

## Condecoraciones
| Cruz de Hierro 2.ª Clase                    |
| Cruz de Hierro 1.ª Clase                    |
| Hojas de Roble nº 746 19 de febrero de 1945 |